# Bart versus Líza versus 3. A
Bart versus Líza versus 3. A (v anglickém originále Bart vs. Lisa vs. the Third Grade) je 3. díl 14. řady (celkem 294.) amerického animovaného seriálu Simpsonovi. Scénář napsal Tim Long a díl režíroval Steven Dean Moore. V USA měl premiéru dne 17. listopadu 2002 na stanici Fox Broadcasting Company a v Česku byl poprvé vysílán 21. září 2004 na stanici ČT1.

## Děj
Homer si koupí satelitní systém s více než 500 televizními programy. On i Bart se na něm stanou závislými a Bart se vůbec neučí na důležitý nadcházející test, mezitímco Líza tráví veškerý čas přípravami. Jakmile je test hotový, ředitel Skinner vyhlásí výsledky na školním shromáždění. Bart v testu neuspěje a propadá do třetí třídy, zatímco Líza v testu uspěje a je přestupuje do třetí třídy, kde se seznámí s novou učitelkou Audrey McConnellovou. Bart si během vyučování vede v testech dobře, protože si zapamatoval odpovědi z předcházejícího ročníku třetí třídy, zatímco Líza má problém se třídě přizpůsobit. Poté, co Bart odpoví na záludnou otázku, kterou viděl v předchozím ročníku, se Audrey rozhodne sevřít jejich lavice k sobě, protože si učitelka myslí, že Líza potřebuje Bartovu pomoc. Později Bart dostane z testu známku A+, zatímco Líza jen A−. Bart tvrdí, že test byl snadný, a odříká Líze všechny odpovědi, které si zapamatoval z minulého roku ve třetí třídě, protože tvrdí, že klíč s odpověďmi se nikdy nemění. Líza prohlásí, že Bart podváděl, ale učitelka Bartovo vysvětlování neslyšela, a řekne Líze, aby přestala žárlit. 
Bart a Líza se stanou dvojicí na výletě v rámci systému párů na exkurzi do Capital City. Když tam dorazí, dozvědí se, že vlajka státu Springfield je ostudná, a učitelka jim zadá za domácí úkol navrhnout novou vlajku. Líza zavolá Marge, když navrhuje vlajku s nápisem „Ku bratrské lásce“. V telefonu si stěžuje na Barta a dělá si z něj legraci, aniž by si uvědomovala, že Bart rozhovor slyší na jiném telefonu a její poznámky ho velmi rozčilují. Druhý den Bart, Líza a ostatní třeťáci předají guvernérovi své návrhy vlajek. Když guvernér uvidí Lízin návrh upravený Bartem, rozpláče se a ukáže vlajku, na které je nyní napsáno „Nauč se prdět“. To Lízu vyděsí a Bart ji nevinně napomene, že guvernéra rozplakala. 
Později si Bart Lízu opět dobírá, pohádají se a zmeškají autobus jedoucí zpět do Springfieldu. Hádka je přivede z parkoviště do lesa, v důsledku toho se oba ztratí. Líza řekne Bartovi, že se jí jeho chování dotklo, a Bart zní poněkud omluvně, i když v zájmu úplného odhalení také dodá, že se chce omluvit za to, že před časem použil Homerův parní válec k rozdrcení Lízina kola, z čehož pak obvinil cikány. Ve Springfieldu ředitel Skinner informuje Homera a Marge, že Bart a Líza jsou nezvěstní. Vydávají se je hledat do Capital City. Mezitím se Bart a Líza setkají s rodinou buranů, kteří je zachrání tím, že je odvezou zpět do Capital City. Marge je nadšená, že vidí své děti živé a zdravé, a ředitel Skinner, jenž se obává následků zařazení Barta a Lízy do stejné třídy, navrhne, aby se vrátili ke „statu quo ante“ – obě děti se tak vrátí do svých původních tříd.

## Produkce a vydání
Díl napsal Tim Long a režíroval jej Steven Dean Moore. V epizodě hostuje americký zpěvák Tony Bennett, jeho hlášky však byly převzaty z archivní nahrávky. Díl byl původně vysílán na stanici Fox ve Spojených státech 17. listopadu 2002 a ten večer jej vidělo přibližně 7,47 milionu domácností.
S ratingem 7,0 od společnosti Nielsen se epizoda umístila na 44. místě ve sledovanosti v týdnu od 11. do 17. listopadu 2002 (shodně s novými epizodami seriálů Becker a Boomtown). V tom týdnu se jednalo o nejsledovanější pořad na stanici Fox, který porazil pořady jako Tatík Hill a spol., 24 a Malcolm in the Middle.
Dne 6. prosince 2011 vyšel díl na Blu-ray a DVD jako součást boxu The Simpsons – The Complete Fourteenth Season a na DVD audiokomentáři k epizodě se podíleli členové štábu Al Jean, Tim Long, Ian Maxtone-Graham, John Frink, Kevin Curran, Steven Dean Moore, Mike B. Anderson a Michael Price.
Colin Jacobson z DVD Movie Guide napsal, že epizoda „začíná pasáží založenou na televizi, který strašně připomíná díl Homer a desatero aneb Každý krade, jak dovede z 2. řady, a od té chvíle se to moc nezlepší. Jako obvykle objevíme po cestě několik úsměvných momentů – zejména když se Bart snaží naučit mnemotechniku –, ale ty jsou méně hojné, než bych si přál. Nakonec se jedná o zcela průměrnou epizodu.“
Aaron Peck z High-Def Digest označil díl za „nezapomenutelný“.